# يو إس إس بنكر هيل (سي ڤي-17)
يو إس إس بنكر هيل (بالإنجليزية: USS Bunker Hill (CV-17))‏ كانت واحدة من من 24 حاملة طائرات من طراز إسكس بُنيت خلال الحرب العالمية الثانية لصالح البحرية الأمريكية. سُميت السفينة باسم معركة بونكر هيل في الحرب الثورية الأمريكية. أرسلت في مايو 1943 إلى مسرح العمليات في المحيط الهادئ، وشاركت السفينة في معارك في جنوب غرب المحيط الهادئ ووسطه ومعركة ايو جيما في جزيرة أوكيناوا والغارات الجوية على اليابان.

## جوائز
- ميدالية الحملة الآسيوية الباسيفيكية.
- ميدالية النصر في الحرب العالمية الثانية.
- توصية الوحدة البحرية الأمريكية.
- ميدالية الحملات الأمريكية.